# آيت حدو (فركلة العليا)
آيت حدو هي إحدى مشيخات المملكة المغربية، تتبع جغرافيا لإقليم الرشيدية وإداريًا لفركلة العليا. يقدر عدد سكانها بـ 4197 نسمة حسب الإحصاء الرسمي للسكان والسكنى لسنة 2004.